# Webster County, Georgia
Webster County är ett administrativt område i delstaten Georgia, USA. År 2010 hade countyt 2 799 invånare. Den administrativa huvudorten (county seat) är Preston. Området hette ursprungligen Kinchafoonee County men namnet ändrades år 1856 till Webster County.

## Geografi
Enligt United States Census Bureau så har countyt en total area på 545 km². 543 km² av den arean är land och 2 km² är vatten.

### Angränsande countyn
- Marion County, Georgia - nord
- Sumter County, Georgia - öst
- Terrell County, Georgia - syd
- Randolph County, Georgia - sydväst
- Stewart County, Georgia - väst